# Jüdischer Friedhof (Weildorf)

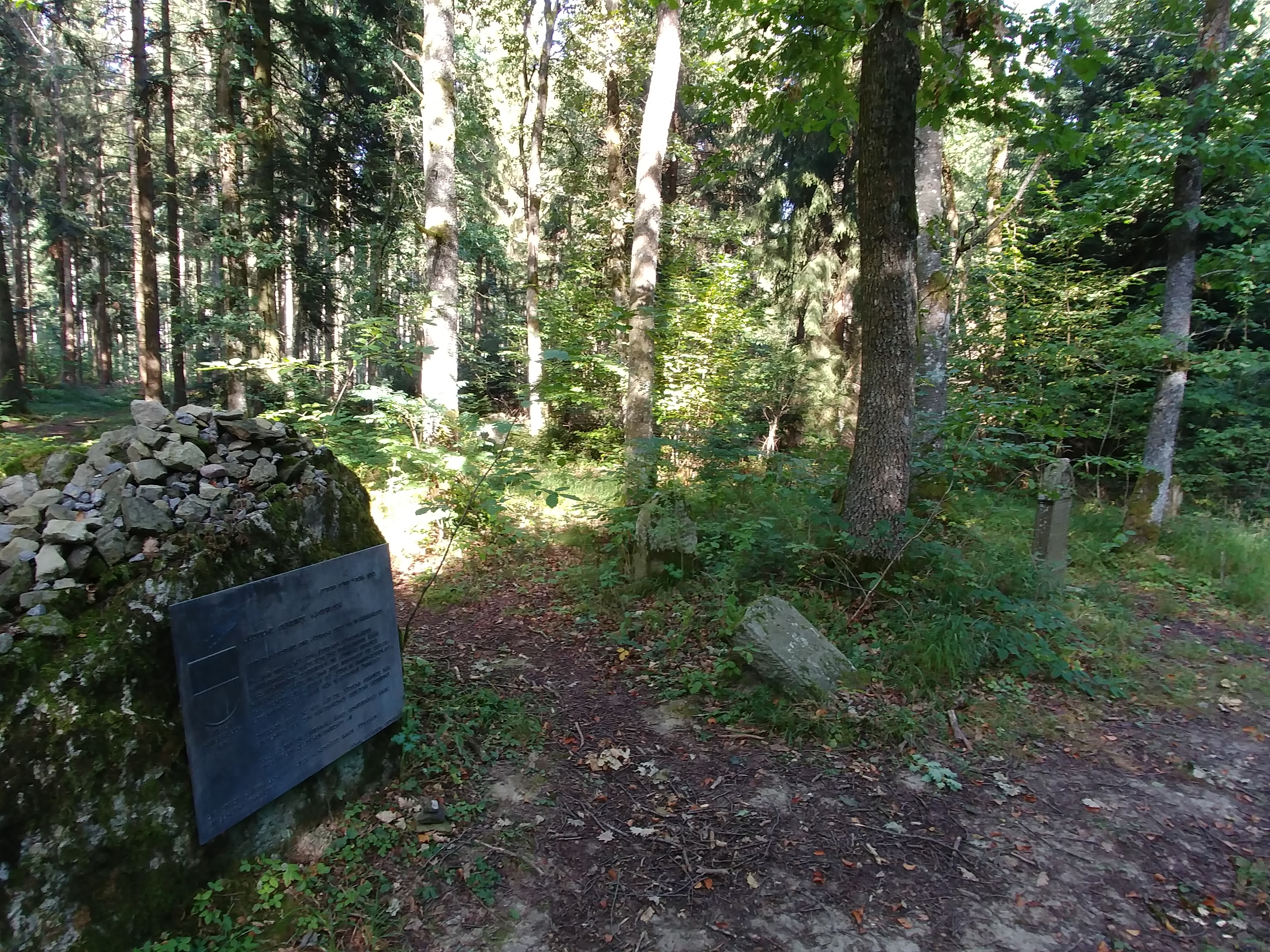
Jüdischer Friedhof (Weildorf)

Der Jüdische Friedhof Weildorf ist ein jüdischer Friedhof in der Stadt Haigerloch im Zollernalbkreis in Baden-Württemberg. Er ist ein geschütztes Kulturdenkmal.
Belegt wurde der Friedhof etwa seit Mitte des 16. Jahrhunderts bis zum Jahr 1884. Ab 1803 gab es einen neuen jüdischen Friedhof in Haigerloch.

## Beschreibung
Der 1274 m² große jüdische Friedhof liegt im Haigerlocher Ortsteil Weildorf im Stadtwald.
Es sind insgesamt 18 Grabsteine vorhanden. Der älteste sicher datierte Grabstein stammt aus dem Jahr 1567 (festgestellt im Jahr 1929) bzw. aus dem Jahr 1738 (im Jahr 1990 als ältestes lesbares Datum festgestellt).